# 2016年世界公路自由車錦標賽
2016年世界公路自由車錦標賽為第86屆錦標賽，舉辦地在卡達杜哈。這是世界公路自由車錦標賽首次在西亞地區和卡達舉辦。賽期自10月9日起至10月16日，為期8天，參賽者來自75個國家約1000位。本屆賽事一開始即盤算由傳統的9月移至10月，以避免極端的高溫和大風天氣。
卡達在荷蘭舉辦的2012年世界公路自由車錦標賽時宣布為本屆賽事的主辦國。挪威為下一屆2017年世界公路自由車錦標賽的主辦國。